# 答己

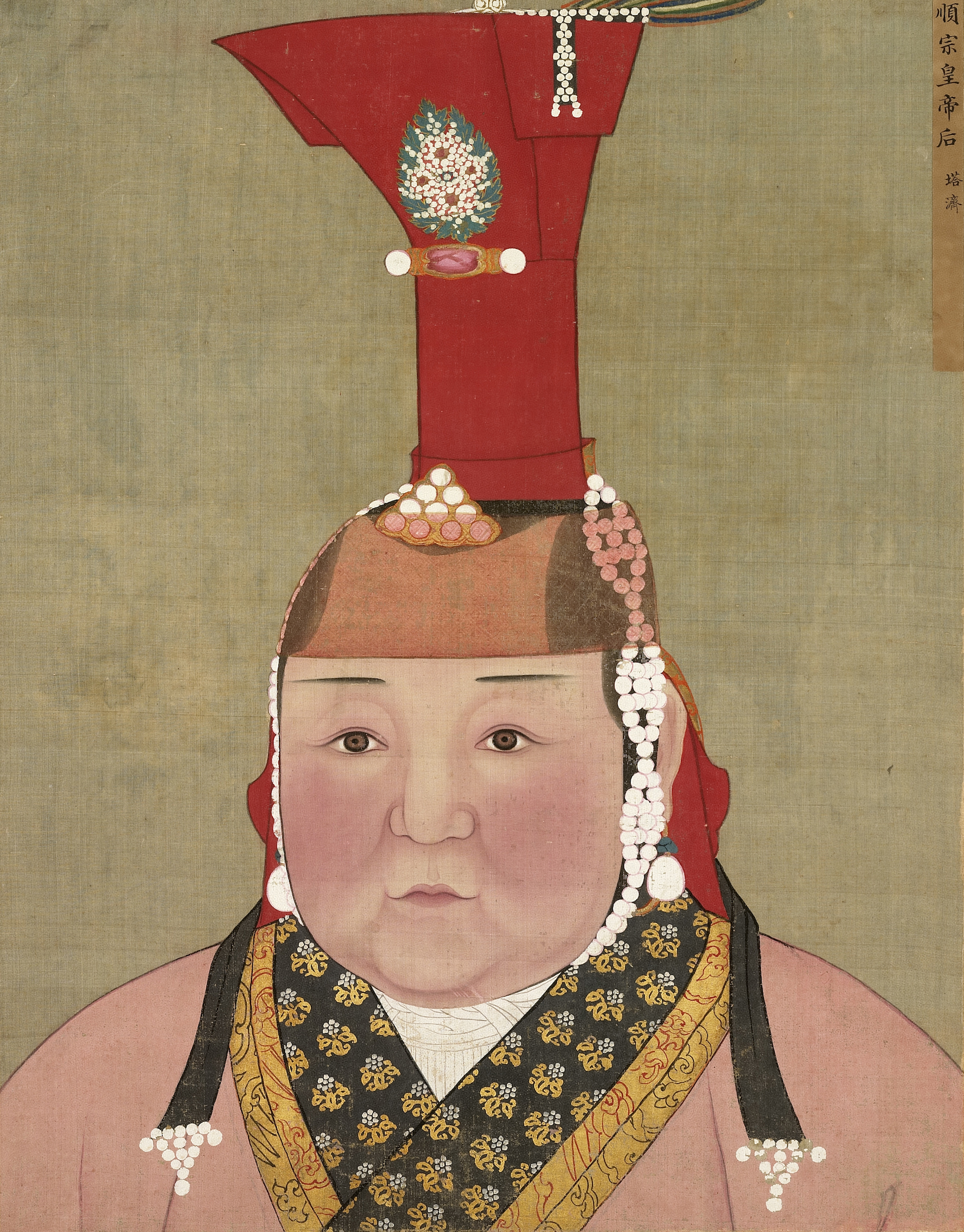
答己“順宗皇帝后 塔濟”

昭獻元聖皇后答己（約1266年—1322年11月1日），又译妲己、塔济，弘吉剌氏，是元朝的一位被追尊的皇太后，她是忽必烈之孫答剌麻八剌（后追谥元顺宗，未曾成為皇帝）的妻子，元武宗海山及元仁宗愛育黎拔力八達的母親，元英宗硕德八剌的祖母，出身于蒙古弘吉剌部，答己是按陳之孫渾都帖木兒之女。辅助儿子海山登位。

## 被尊為皇太后
大德十一年五月二十一日（1307年6月21日），元武宗即位，即位当天尊答己为皇太后，立弟弟愛育黎拔力八達为皇太子。
至大三年（1310年）十月，元武宗率皇太子诸王群臣朝兴圣宫，上皇太后尊号册宝，尊号仪天兴圣慈仁昭懿寿元皇太后。
至大四年三月十八日（1311年4月7日），元仁宗即位，即位当天尊答己为皇太后。
延祐二年（1315年）三月，元仁宗率诸王百官奉玉册玉宝，加上皇太后尊号仪天兴圣慈仁昭懿寿元全德泰宁福庆皇太后。
延祐七年三月十一日（1320年4月19日），元英宗即位，尊答己皇太后为太皇太后。
延祐七年（1320年）十二月，元英宗为太皇太后上尊号仪天兴圣慈仁昭懿寿元全德泰宁福庆徽文崇佑太皇太后，册文是：
王政之先，无以加孝，人伦之本，莫大尊亲。肆予临御之初，首举推崇之典。恭惟太皇太后陛下，仁施溥博，明烛幽之微。爰自居渊潜之宫，已有母天下之望。方武宗之北狩，适成庙之宾天。旋克振于乾纲，谅再安于宗祏。虽有在躬之历数，实司创业之艰难。仪式表于慈闱，动协谋于先帝。莫究补天之妙，允如扶日之升。位履至尊，两翼成于圣子；嗣登大宝，复拥佑于眇躬。矧德迈涂山，功高文母。是宜加于四字，式益衍于徽称。谨奉玉册玉宝，加上尊号曰仪天兴圣慈仁昭懿寿元全德泰宁福庆徽文崇佑太皇太后。於戏！兹虽涉于强名，庶庸申于善颂。九州四海，养未足于孝心；万岁千秋，愿永膺于寿祉。
至治二年九月二十二丙辰日（1322年11月1日），答己病逝。享年五十六歲。
至治三年三月十七戊申日（1323年4月22日），元英宗遣摄太尉、中书右丞相拜住奉玉册、玉宝上为祖母答己上谥号昭献元圣皇后，升祔顺宗庙。

## 腳註
1. ↑  蒙古語意思是“閃緞”。

## 延伸阅读
[在维基数据编辑]
 《元史·卷116》，出自宋濂《元史》
 《新元史/卷104》，出自柯劭忞《新元史》